# Gomphrenoideae
Gomphrenoideae Kostel. es una subfamilia de plantas de la familia Amaranthaceae.
Esta subfamilia es una de las dos reconocidas de las amarantáceas por tener anteras biloculares. Son predominantemente del Nuevo Mundo, mayormente de hábitats tropicales, incluyendo 20 géneros y más de 400 especies.

## Géneros
| - Alternanthera - Blutaparon - Froelichia - Froelichiella - Gomphrena - Gossypianthus - Guilleminea - Hebanthe - Hebanthodes - Irenella | - Iresine - Lithophila - Pedersenia - Pfaffia - Pseudogomphrena - Pseudoplantago - Quaternella - Tidestromia - Woehleria - Xerosiphon |